# Minucia wiscotti
Minucia wiscotti är en fjärilsart som beskrevs av Rudolf Püngeler 1901. Minucia wiscotti ingår i släktet Minucia och familjen nattflyn. Inga underarter finns listade i Catalogue of Life.